# Mississippi
Mississippi är en delstat i södra USA, belägen öster om Mississippifloden. Huvudstad är Jackson. Den 10 december 1817 blev Mississippi USA:s 20:e delstat.

## Geografi
Mississippi, som har en yta på 125 546 km² och cirka 2,9 miljoner invånare, gränsar till Tennessee i norr, Mexikanska golfen i söder, Louisiana och Arkansas längs med Mississippifloden i väster och Alabama i öster.
Delstaten Mississippi består till största del av lågland. Statens högsta punkt Woodall Mountain, vid foten av Cumberlandbergen, reser sig 246 meter (807 fot) över havet. Den genomsnittliga höjden i staten är 91 m (300 fot) över havet.

## Större städer
De tio största städerna i Mississippi (2007):
1. Jackson – 175 710
2. Gulfport – 66 271
3. Hattiesburg – 50 233
4. Biloxi – 44 292
5. Southaven – 42 567
6. Meridian – 39 314
7. Greenville – 36 178
8. Tupelo – 36 058
9. Olive Branch – 30 635
10. Clinton – 26 405